# کافی‌شاپ (هلند)

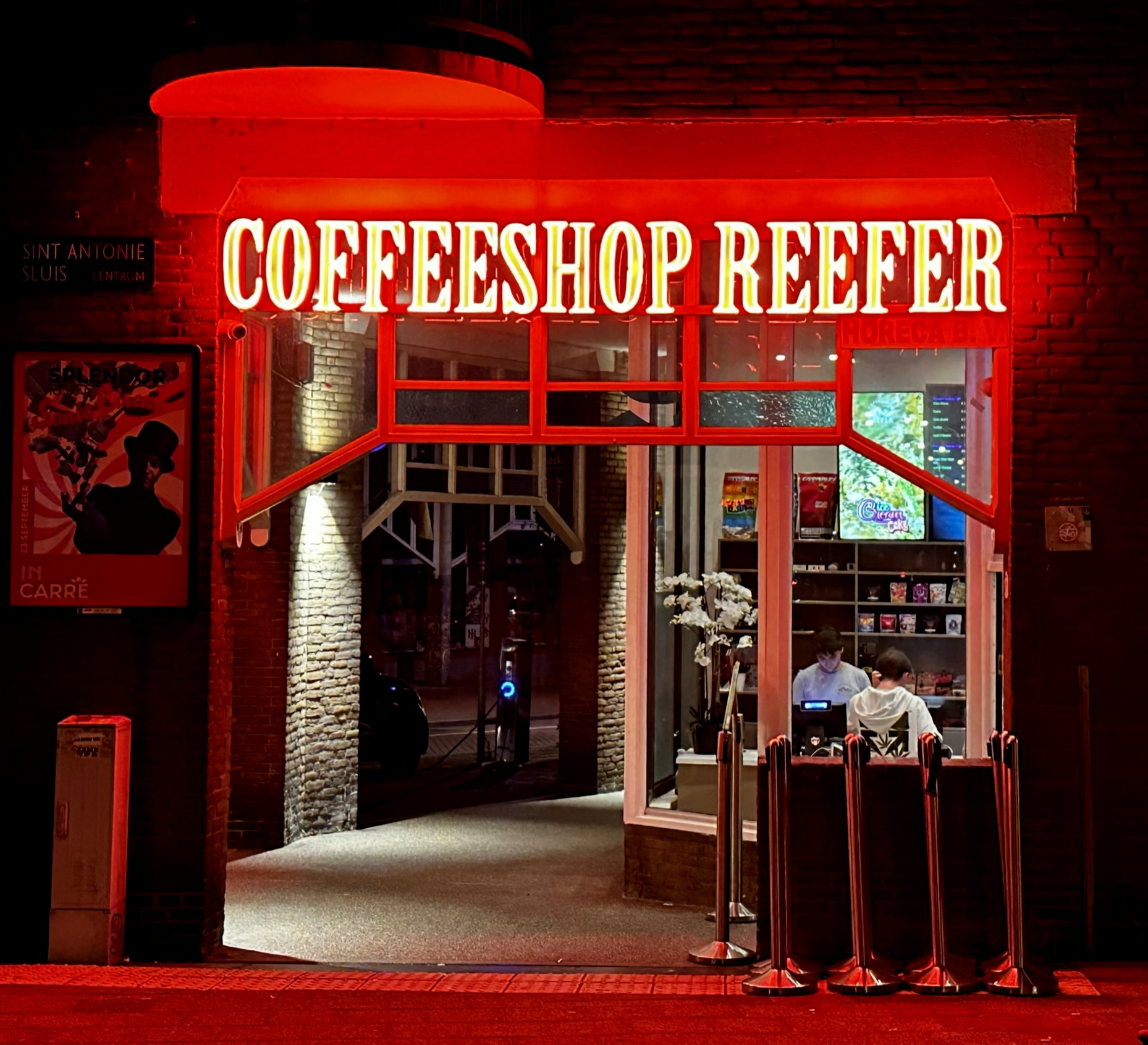
کافی‌شاپی در آمستردام، هلند

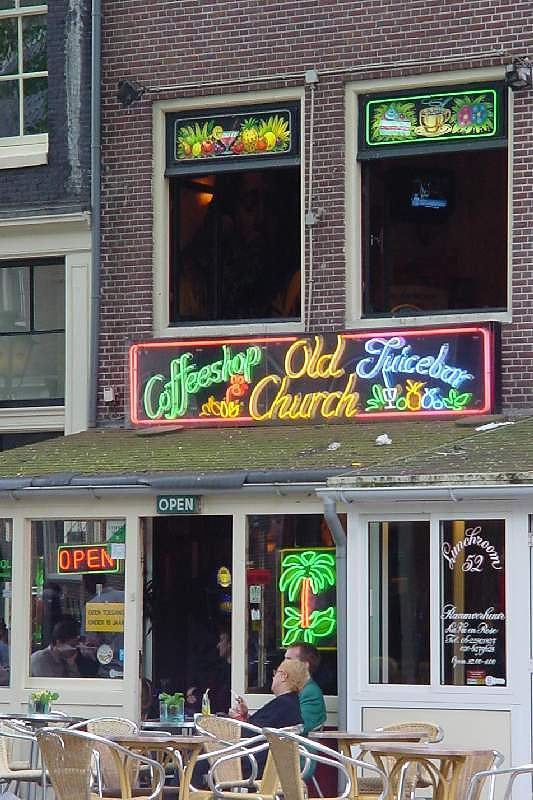
کافی‌شاپی در آمستردام

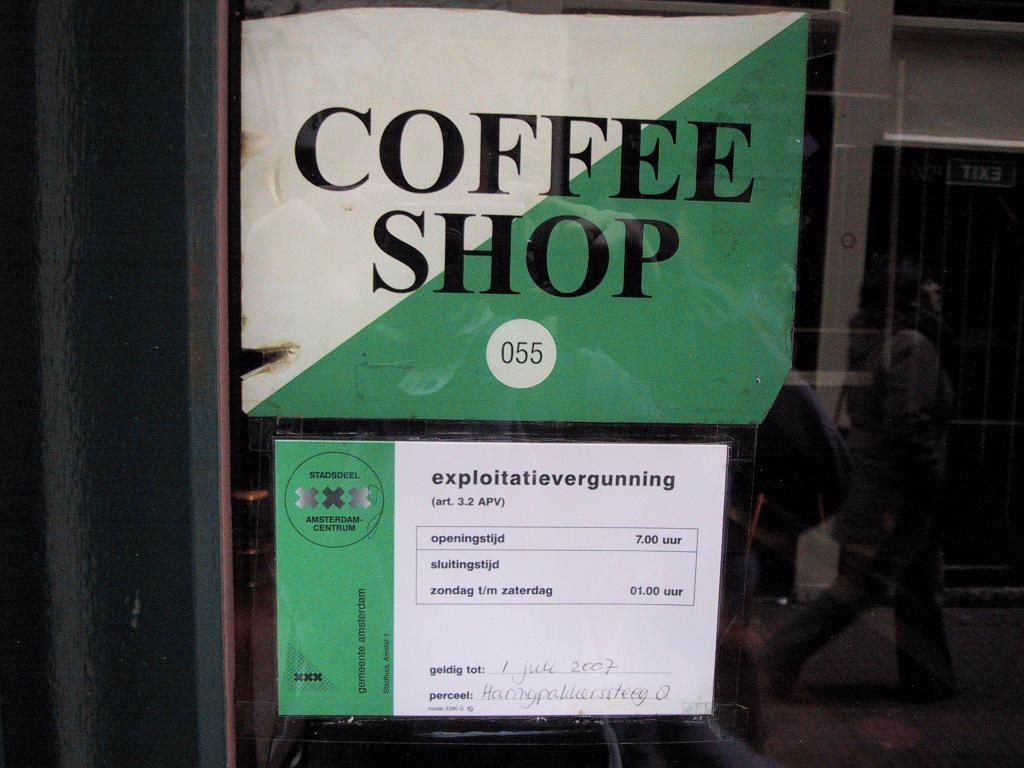
مجوز کافی‌شاپ

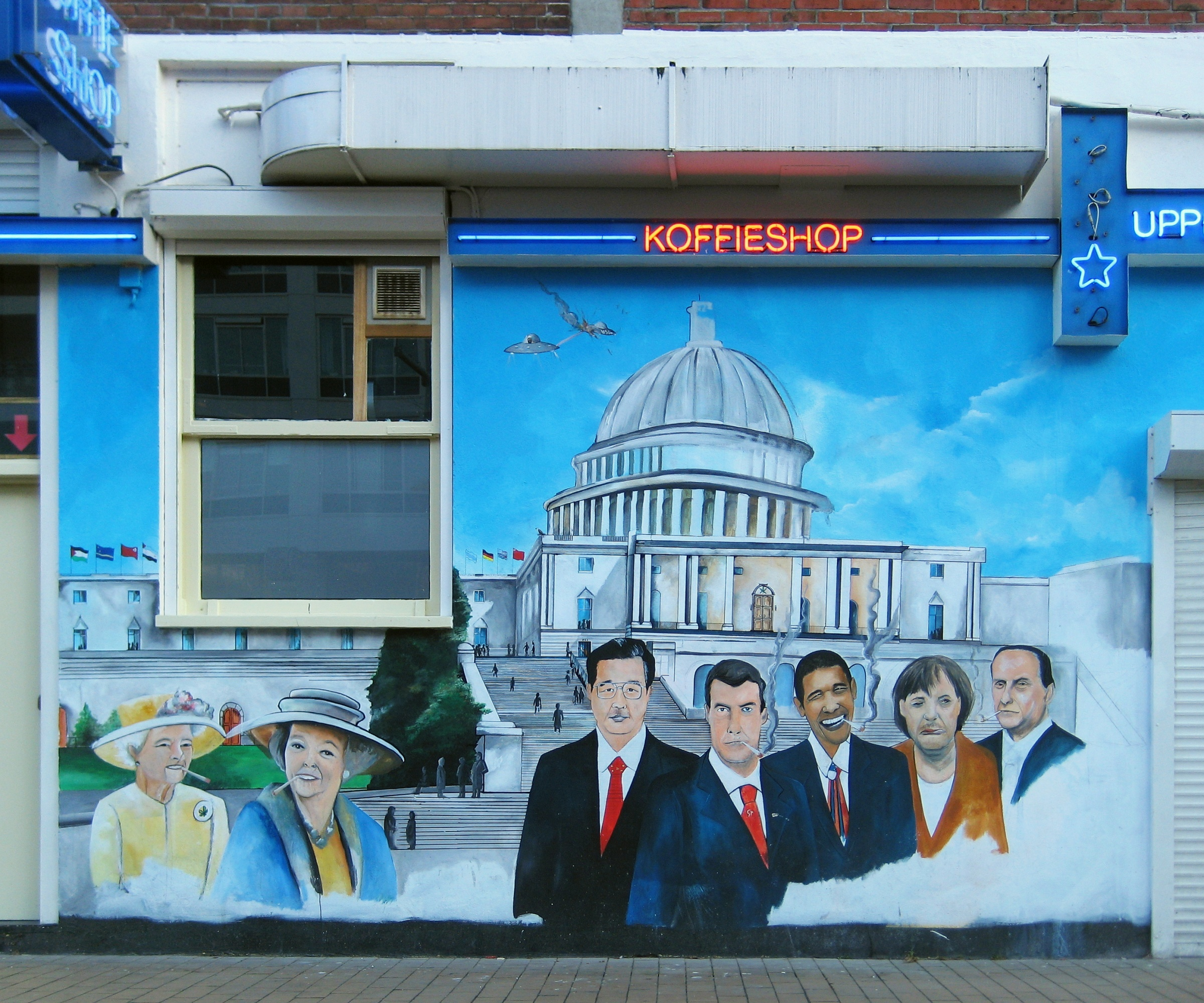
دیوار بیرونی یک کافی‌شاپ در شهر گرونینگن هلند. ملکه الیزابت دوم، ملکه بئاتریکس، هو جینتائو، دیمیتری مدودف، باراک اوباما، آنگلا مرکل و سیلویو برلوسکونی به تصویر کشیده شده‌اند.

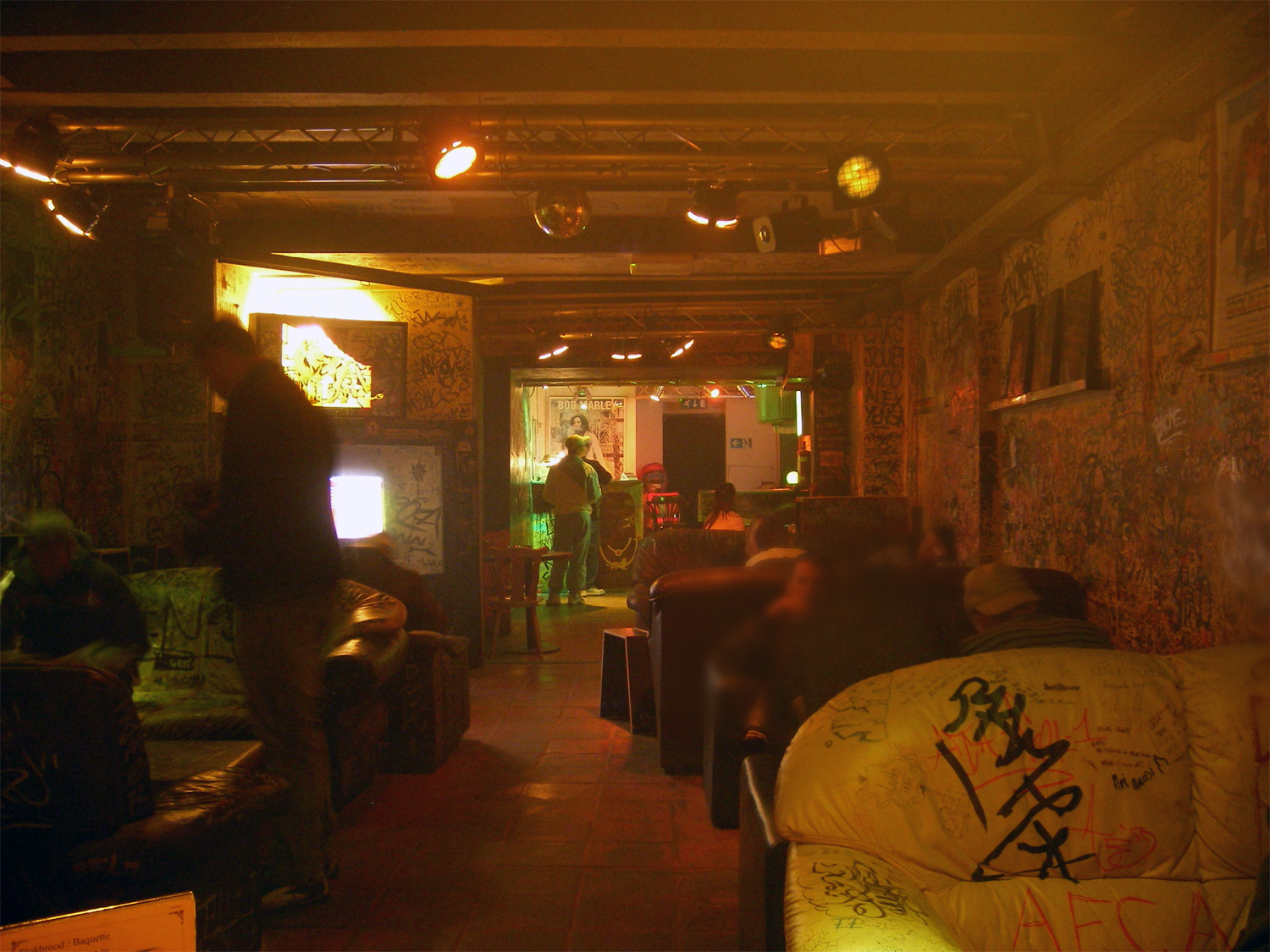
فضای داخلی یک کافی‌شاپ در ماستریخت

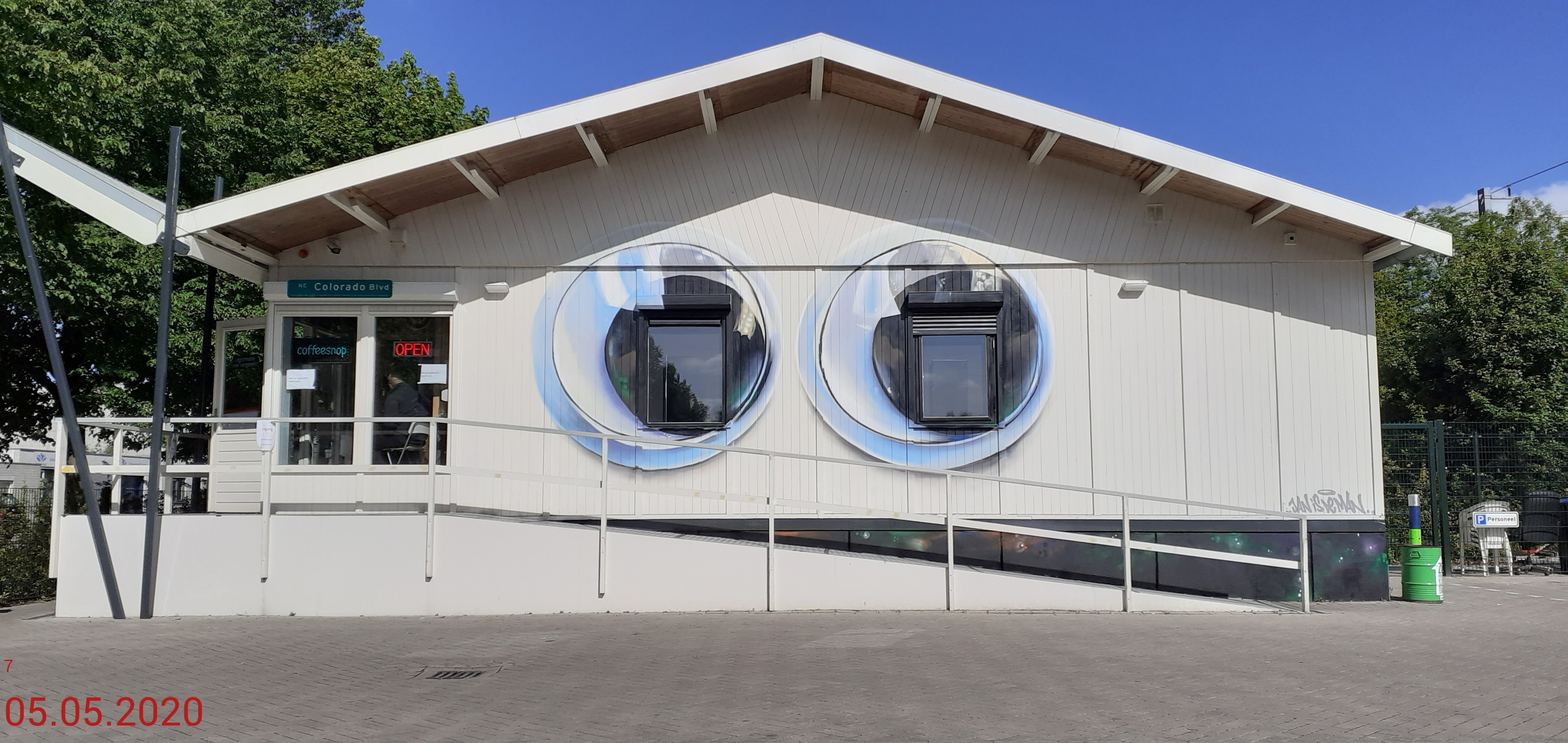
کافی‌شاپی در اوترخت

در هلند، کافی‌شاپ‌ها نوعی فروشگاه‌های خرده‌فروشی ماری‌جوانا هستند؛ مجریان قانون با مصرف شخصی ماری‌جوانا مدارا می‌کنند.
طبق سیاست دارویی هلند، فروش محصولات ماری‌جوانا در مقادیر کم توسط کافی‌شاپ‌های دارای مجوز مجاز است. اکثر آن‌ها نوشیدنی و غذا نیز سرو می‌کنند. کافی‌شاپ‌ها مجاز به ارائه الکل یا دراگ‌های دیگر نیستند و در صورت مشاهده فروش ماری‌جوانا به افراد زیر سن قانونی، یا فروش مواد دیگر یا الکل، با خطر تعطیلی و بسته شدن روبه‌رو خواهند شد. ایده صدور مجوز فروش ماری‌جوانا در دهه ۱۹۷۰ و با هدف جدا کردن مواد مخدر کم‌خطر از مواد پرخطر اجرا شد و همچنان ادامه دارد.
یک قاضی هلندی به عنوان بخشی از محدودیت‌هایی که در سال ۲۰۱۲ اعمال شد حکم داد که گردشگران می‌توانند به‌طور قانونی از ورود به کافی‌شاپ‌های ماری‌جوانا منع شوند. شوراهای شهر می‌توانند تصمیم می‌گیرند که این ممنوعیت را اجرا کنند یا نه. این ممنوعیت تنها توسط چند شهر در جنوب هلند اجرا می‌شود.
شورای شهر در ماستریخت به گردشگران اجازه می‌دهد تا از کافی‌شاپ‌ها بازدید کنند، اما همهٔ آن‌ها به جز یکی، توافقنامه‌ای داوطلبانه را پذیرفته‌اند که فقط به ساکنان محلی (افرادی که در شعاع ۱۵۰ کیلومتری زندگی می‌کنند) اجازهٔ ورود بدهند (مردم محلی از بلژیک و آلمان هنوز مجاز هستند). این ممنوعیت در شهر آمستردام و اکثر نقاط دیگر هلند اجرا نمی‌شود.

## قانون کافی‌شاپ
در هلند، فروش ماری‌جوانا «غیرقانونی است، اما مجازات ندارد»، بنابراین قانون در جاهایی که از این موارد سراسری پیروی کنند، اجرا نمی‌شود:
- ممنوعیت فعالیت‌های تبلیغاتی
- ممنوعیت فروش مواد مخدر پرخطر
- فروش به افراد زیر ۱۸ سال ممنوع است
- فروش مقادیر بیشتر از پنج گرم ممنوع است
- پرهیز از هرگونه مزاحمت در اماکن عمومی
- حفظ محیطی آرام

برای برخی از تخلفات، ممکن است یک کسب‌وکار برای سه تا شش تا هشت ماه تعطیل شود. برای دیگران، کسب‌وکارشان ممکن است برای همیشه بسته شود. همه این قوانین در سیاست‌های رسمی به تفصیل آمده است.
کافی‌شاپ‌ها دیگر مجاز به فروش مشروبات الکلی نیستند. بیشتر کافی‌شاپ‌ها تبلیغ می‌کنند و محدودیت‌ها بیشتر تعدیل‌کننده است تا کاملاً بازدارنده. بسیاری از کافی‌شاپ‌ها در یک حرکت احتیاطی که هنوز از نظر فنی مورد نیاز است، منوی ماری‌جوانا را زیر پیشخوان نگه می‌دارند، حتی زمانی که خود ماری‌جوانا در دید قرار دارد. کافی‌شاپ‌های هلندی اغلب پرچم‌های سبز-زرد-قرمز اتیوپی، نمادهای دیگر جنبش راستافاری، یا تصویری از برگ‌های نخل را به اهتزاز درمی‌آورند تا نشان دهند که ماری‌جوانا می‌فروشند، که نتیجهٔ ممنوعیت رسمی تبلیغات مستقیم است. این ممنوعیت همچنین باعث شده تا هنرمندان نقاشی‌هایی که به صورت غیرمستقیم به ماری‌جوانا اشاره دارند را بر روی دیوارهای کافی‌شاپ‌ها بکشند.

## سیاست در پشتی
در سیاست‌های قانونی هلند یک تناقض بزرگ وجود دارد؛ یک کافی‌شاپ مجاز به خرید و فروش ماری‌جوانا در محدوده مجاز قانونی است، اما تأمین‌کنندگان آن مجاز به پرورش یا واردات یا فروش آن به کافی‌شاپ نیستند. جملهٔ «در ورودی باز است، اما در پشتی غیرقانونی است.» برای توصیف این تناقض به کار می‌رود. پیشنهادهایی برای اصلاح این وضعیت (از ژانویه ۲۰۰۶) وجود دارد، مثلاً کشت کنترل‌شده ماری‌جوانا برای جایگزینی واردات. یکی از طرفداران این موضوع گرد لیرز، وزیر سابق امور مهاجرت و پناهندگی است که زمانی که در پارلمان ملی حضور داشت، طرفدار جرم‌انگاری بیشتر ماری‌جوانا مطابق با سیاست‌های حزب خود CDA بود که قوی‌ترین مخالف سیاسی ماری‌جوانا در هلند است. اما وی بعد از رسیدن به پست شهرداری (و همزمان ریاست پلیس) با مشکلات عملی مواجه شد، به همین خاطر نظرش تغییر کرد و حتی تبدیل به معروف‌ترین مدافع قانونی شدن در پشتی شد؛ چرا که پیگیری و یافتن مزارع کشت (که عمدتاً در محیط‌های سربسته هستند) پول و زمان زیادی از پلیس می‌گیرد.

### ویتاپ
در سال ۲۰۰۸، سازمان شهرداری‌های هلند (VNG) یک ویتاپ (اجلاس وید) با حضور ۳۳ شهردار هلندی از شهرداری‌های بزرگ و کوچک برگزار کرد. دلایل برگزاری این اجلاس، گردشگری مواد مخدر در مناطق مرزی (شهرداران روزندال و برگن اوپ زوم به تازگی اعلام کرده بودند که قصد دارند تمام کافی‌شاپ‌ها را ببندند)، ارتباط قوی با فعالیت‌های غیرقانونی (از جمله پولشویی از طریق کافی‌شاپ‌ها) و ناهماهنگی بین سیاست‌های شهرداری‌های مختلف بود. در این اجلاس، همه شهرداران موافق بودند که قانونی‌سازی «درپشتی» مطلوبشان است. راب ون گیزل، شهردار آیندهوون اعلام کرد که قصد دارد به صورت آزمایشی صدور مجوز برای تولید ماری‌جوانا را آغاز کند. اما در نزدیکی مرزها، در ورودی نیز باید (بهتر) تنظیم شود و فروش به خارجی‌ها را ممنوع کند. این همچنین تقاضا برای در پشتی را تا حد زیادی کاهش می‌دهد. آن‌ها قصد داشتند تا قبل از پایان سال ۲۰۰۸ در مورد نتایج این اجلاس با دولت ملی گفت‌وگو کنند. تا سال ۲۰۱۴، این بحث همچنان ادامه داشت. اکثر شهرداران و مصرف‌کنندگان تمایل خود را برای اعطای مجوز به نوعی از کشت منظم و قانونی برای فروش به کافی‌شاپ‌ها ابراز کرده‌اند، زیرا این امر باعث کاهش نرخ جرم/خشونت می‌شود، مشکل در پشتی را حل می‌کند و می‌تواند درآمد ایجاد کند. با این حال، وزیر لیبرال ایوو اوپستلتن هرگونه پیشنهاد این‌چنینی را رد کرده و از بررسی کامل آن نیز خودداری کرده است. شهرداران همچنان در تلاشند تا وزیر را وادار کنند که حداقل وضعیت را بررسی کند و اجازه اجرای آزمایشی طرح را بدهد.

### نظر سنجی
در یک نظرسنجی بین شهرداران توسط NRC Handelsblad در زمان اجلاس wiettop (با ۶۰٪ پاسخ) ۸۰٪ از شهرداران طرفدار «تنظیم در پشتی» (یعنی قانونی کردن آن) بودند. با این حال، تنها ۱۸ درصد موافق آزاد کردن بازار مواد سبک (کم‌خطر) بودند. ۲۲ درصد موافق کاهش تعداد کافی‌شاپ‌ها و ۱۰ درصد خواهان تعطیلی همهٔ آن‌ها بودند. به‌طور قابل توجهی، دیدگاه مقامات نسبت به ماری‌جوانا به حزب سیاسی آن‌ها وابستگی ندارد. NRC Handelsblad از آن نتیجه می‌گیرد که نظرات آن‌ها بر اساس ملاحظات عملی است و نه ایدئولوژیک.

## فاصله الزامی از مدارس
در سال ۲۰۰۸، دولت هلند تصمیم گرفت که دیگر وجود کافی‌شاپ در شعاع کمتر از ۲۵۰ متری مدارس مجاز نباشد. در آمستردام، این به معنای بسته شدن ۴۳ کافی شاپ دیگر است (در سال‌های گذشته تعداد کافی‌شاپ‌ها از ۳۵۰ به ۲۲۸ کاهش یافته بود). یوب کوهن شهردار وقت، ترجیح می‌داد تغییر جدیدی ایجاد نشود، اما نهایتاً با اکراه موافقت کرد. وی خاطرنشان کرد که کافی‌شاپ‌ها در حال حاضر مجاز به فروش به مشتریان زیر ۱۸ سال نیستند، بنابراین این سیاست تأثیر چندانی نخواهد داشت.
در اواخر سال ۲۰۱۳، ابرهارد ون در لان، شهردار آمستردام گفت که در سال ۲۰۱۴، برخی از کافی‌شاپ‌های نزدیک مدارس مجبور به تعطیلی خواهند شد. بحث‌هایی در مورد اینکه آیا آن‌ها باید به‌طور کامل تعطیل شوند یا فقط در ساعات مدرسه شکل گرفته است؛ مثلاً این کافی‌شاپ‌ها می‌توانند از ساعت ۱۸:۰۰ به بعد یا در آخر هفته‌ها فعالیت کنند. این قانون هنوز تصویب و اجرایی نشده است.

## گردشگری مواد تفریحی
هر شهرداری سیاست مخصوص خود را در رابطه با کافی‌شاپ‌ها دارد. برخی به صورت کامل آن را ممنوع کرده‌اند؛ اکثر این شهرداری‌ها یا توسط احزاب سخت‌گیر پروتستان کنترل می‌شوند، یا با بلژیک و آلمان هم‌مرز هستند و مایل به دریافت «گردشگری مواد تفریحی» از این کشورها نیستند. مقاله‌ای در ۱۹ مارس ۲۰۰۵ در آبزرور اشاره کرد که تعداد کافی‌شاپ‌های ماری‌جوانای هلند در طول پنج سال گذشته از ۱۵۰۰ به ۷۵۰ کاهش یافته است که عمدتاً به دلیل فشار دولت ائتلافی محافظه‌کار بوده است. سیاست‌های «عدم کشت» بسیاری از شهرهای هلند بر صدور مجوزهای جدید تأثیر می‌گذارد. این سیاست به آرامی تعداد کافی‌شاپ‌ها را کاهش می‌دهد، زیرا هیچ‌کس نمی‌تواند پس از بسته شدن، یک کافی‌شاپ جدید باز کند. اکثر شهرداری‌ها منطقه خاصی را (مثلا در اطراف مدارس و دبیرستان‌ها) تعیین کرده‌اند که فعالیت کافی‌شاپ‌ها در آنجا مجاز نیست.
شهرداری ترنوزن تابلوهای جاده‌ای را نصب کرده که مسیر کافی‌شاپ‌ها را نشان می‌دهد و تصمیم گرفت که از ماه مه ۲۰۰۹ مقررات محلی ماری‌جوانا را محدود کند.
در ماستریخت، ورود به کافی‌شاپ برای گردشگران خارجی ممنوع است. یک اقدام بحث‌برانگیز برای معرفی سیستم عضویت wietpas (هلندی) یا "weed-pass" (مجوز وید) که عمدتاً توسط احزاب سیاسی مسیحی در دولت ائتلافی هلند انجام می‌شود - پیشنهاد شده است. این سیستم فروش ماری‌جوانا در کافی‌شاپ را به ساکنان هلند که کارت عضویت دارند محدود می‌کند. با وجود اعتراض شدید صاحبان کافی‌شاپ، یک قاضی در هلند قانون جدید ممنوعیت ورود گردشگران خارجی به کافی‌شاپ‌های ماری‌جوانا را تأیید کرد. وکلای مدافع صاحبان کافی‌شاپ قول داده‌اند که به این حکم اعتراض خواهند کرد و اعتراضات همچنان ادامه دارد. همچنان دست شهرداری‌ها در اجرای این قوانین باز است. به‌طور مثال هم‌اکنون خارجی‌ها در شهر آمستردام بدون هیچ محدودیت و تبعیضی می‌توانند به کافی‌شاپ‌ها بروند.

### کشیدن ماری‌جوانا در محل

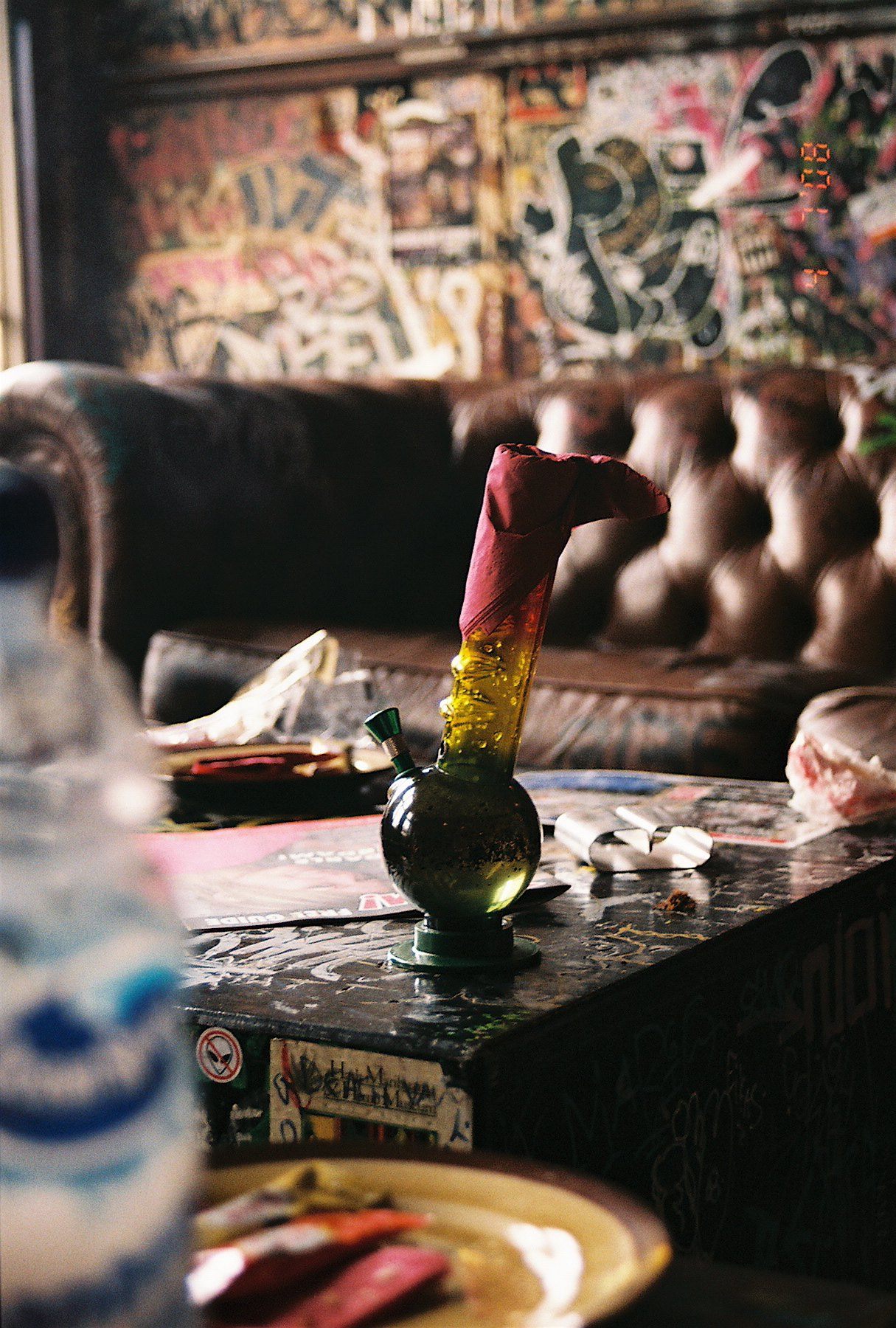
یک بانگ در کافی‌شاپی در آمستردام

کشیدن جوینت در کافی‌شاپ‌های ماری‌جوانا امری رایج است. از ۱ ژوئیه ۲۰۰۸، ممنوعیت دخانیات در هلند اعمال شده که کشیدن سیگار تنباکو را در تمام هتل‌ها، رستوران‌ها و کافه‌ها ممنوع می‌کند؛ بنابراین، در حال حاضر کشیدن جوینت حاوی تنباکو در کافی‌شاپ‌ها غیرقانونی است. استعمال بانگ یا جوینتی که ماری‌جوانای خالص داشته باشد در کافی‌شاپ‌ها مجاز است، اما برای کشیدن سیگار تنباکو یا جوینتی که حاوی تنباکو است افراد باید به اتاق سیگار جداگانه‌ای بروند. اکثر کافی‌شاپ‌ها هنوز هم جوینت‌های ترکیبی، یعنی آن‌هایی که تنباکوی مخلوط با ماری‌جوانا دارند، می‌فروشند و مشتریان را برای کشیدن آن به طبقهٔ بالا یا زیرزمین می‌فرستند. برخلاف بارسلونا که برای رفتن به یک کافی‌شاپ خصوصی باید درخواست عضویت کنید، در آمستردام هر کسی می‌تواند مستقیماً به یک کافی‌شاپ برود و ماری‌جوانا بخرد.

### قوانین کافی‌شاپ در آمستردام
هنگام بازدید از کافی‌شاپ در آمستردام قوانین زیر باید رعایت شود.
- مشتریان برای ورود باید کارت شناسایی معتبر بالای ۱۸ داشته باشند.
- نوشیدنی‌های الکلی ممنوع است.
- داشتن مواد مخدر یا سلاح اکیداً ممنوع است.
- خشونت یا آزار جنسی مجاز نیست و هرگونه پرخاشگری و رفتارهای زننده تحمل نخواهد شد.
- تبعیض بر اساس فرهنگ، نژاد یا گرایش جنسی مجاز نیست.
- ممکن است از ورود مشتریان تحت تأثیر الکل یا مواد مخدر جلوگیری شود.
- کافی‌شاپ هیچ‌گونه مسئولیتی در قبال مفقود شدن، سرقت یا آسیب دیدن وسایل شخصی مشتریان ندارد.
- کافی‌شاپ این حق را برای خود محفوظ می‌دارد که از ورود هر کسی که ناامن می‌داند جلوگیری کند.
- آوردن غذا و نوشیدنی از بیرون ممنوع است.